# Gloria DeNard
Gloria DeNard (eigentlich Gloria C. Denard, * 11. Oktober 1926 in Brooklyn, New York City als Gloria Isabel Cummings; † 30. Mai 2020 in East Harlem, New York City) war eine US-amerikanische Jazzmusikerin (Gesang, auch Piano, Komposition) und Musikpädagogin, die als Gründerin der Nachbarschaftsinitiative Manna House Workshops im New Yorker Stadtteil Harlem hervortrat.

## Leben und Wirken
Gloria DeNard, deren Mutter Maude Bascome Cummings Taylor (1897–1984) Organistin, Chorleiterin und Musiklehrerin war, wuchs in der Bedford–Stuyvesant-Neighborhood in Brooklyn auf. Ersten Musikunterricht erhielt sie ab drei Jahren von ihrer Mutter. Sie absolvierte die Juilliard School, wo sie schwerpunktmäßig Gesang und Piano studierte. Obwohl sie sich zunächst auf europäische klassische Musik konzentrierte, entwickelte sich ihre Affinität zum Jazz, als sie verstand, dass Jazz die klassische Musik Amerikas ist. Während ihrer Karriere war sie Sängerin kommerzieller Jingles; außerdem komponierte und sang sie für Rundfunk und Fernsehen. Sie trat auch in bekannten Clubs in New York City auf, u. a. am Broadway, im Judy’s (44th Street, mit dem James Weidman Trio) und im PeeWee’s (12th Street). In späteren Jahren konzertierte sie als Solistin in Kirchen und Musiktheatern in New York und New Jersey. Unter eigenen Namen legte sie drei Alben vor, All Mine for You mit ihren eigenen Kompositionen, ferner Soul Cool und Elegantly Ellington.

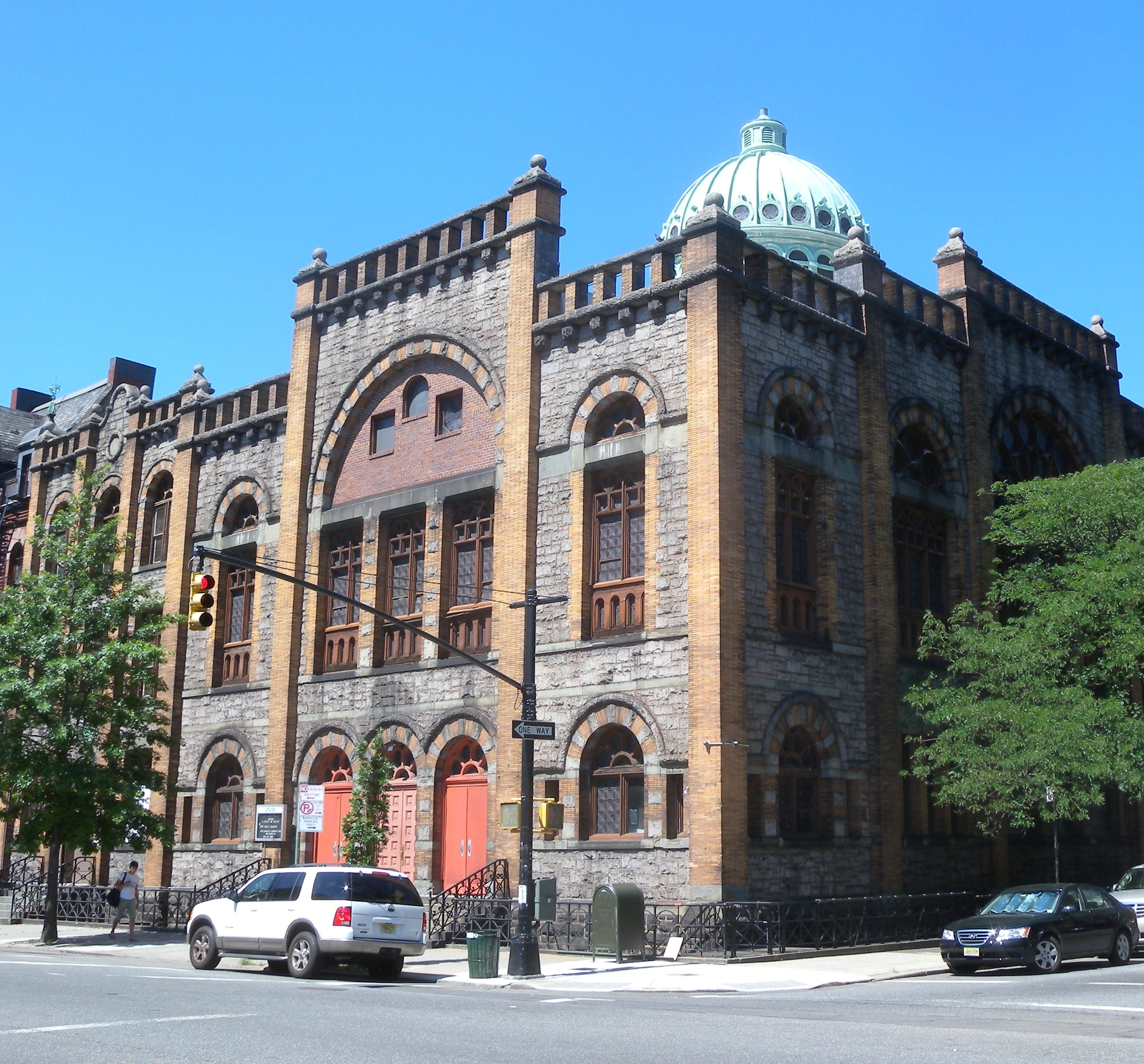
Die Mount Morris Ascension Presbyterian Church

DeNard war von der Idee des Jazz als klassische Musik Amerikas überzeugt: „Die Afroamerikaner haben den Jazz geschaffen. Diese sollten ihn studieren, sich gut damit fühlen und hoffentlich auch ein Einkommen damit erzielen.“ Entsprechend gründete sie, als sie als Frau eines Pfarrers in East Harlem wirkte, 1967 die Ausbildungsstätte Manna House Workshops, die als monatliches Kaffeehaus im Keller der Ascension Church in East Harlem begann. Die Workshops für ökonomische benachteiligten Bevölkerungsgruppen wurden bald in ein Geschäft verlegt; 1970 kaufte DeNard mit Mitteln der Riverside Church und der Chemical Bank ein Gebäude (338 E 106th Street) in Manhattan. Manna House Workshops erhielt so einen dauerhaften Standort, in dem Musik- und Tanzausbildung und Konzertpräsentationen in East Harlem durchgeführt wurden. Hier wurden auch Schüler auf den Eintritt in die LaGuardia High School für darstellende Künste, das Juilliard Music Advancement Program und das Mittelschul-Programm des Jazz at Lincoln Center vorbereitet. Die Manna House Workshops waren die erste Ausbildungseinrichtung in East Harlem, die sich ausschließlich der Kunst widmete und einkommensschwachen Kindern und Erwachsenen einen Ort bot, um künstlerische Ausdrucksformen zu lernen.
1980 initiierte DeNard Music for Entertainment Education and Enlightenment (MEEE), eine Konzertreihe mit professionellen Musikern und Komponisten aus Minderheiten. Sie wirkte maßgeblich bei dem Bau des Manna Mini Theatre mit und produzierte monatlich die Kabelfernsehshow The Best Kept Secret auf dem Neighborhood Network Channel von Manhattan  mit aufstrebenden und erfahrenen Künstlern.
DeNard hatte zwei Kinder, Dale Sims und den Schlagzeuger Kenwood Dennard (* 1956), mit dem sie auch auftrat und Lehrkompositionen wie „Help Me“ schrieb.
DeNards Wirken wird in dem Film Manna - Jazz and Survival in East Harlem von Peter Urpeth dokumentiert, der 2019 auf dem African World Film Festival im Charles H. Wright Museum, Detroit, Premiere hatte.

## Diskographische Hinweise
- Come Feel the Things You Cannot Touch (ca. 1989), mit Phil Greene, Richard Cummings, Geri Allen, Bertha Hope, Rodney Jones, Andrei Carriere, Anthony Jackson, Jeff Anderson, Dan Krimm, Kenwood Dennard, Randy Jarrett, Warren Benbow, Gary Cummings, Dale Sims[12]